# Pardosa psammodes
Pardosa psammodes är en spindelart som först beskrevs av Tamerlan Thorell 1887. Pardosa psammodes ingår i släktet Pardosa och familjen vargspindlar.
Artens utbredningsområde är Myanmar. Inga underarter finns listade i Catalogue of Life.